# Otín (Jihlavai járás)
Otín település Csehországban, a Jihlavai járásban. Otín Suchá, Dlouhá Brtnice, Pavlov, Třešť és Stonařov településekkel határos. Lakosainak száma 88 fő (2024. január 1.).

## Népesség
A település lakosságának változását az alábbi diagram mutatja:
| Lakosok száma | 258  | 215  | 182  | 134  | 96   | 85   | 83   | 85   | 85   | 88   |
|               | 1869 | 1890 | 1921 | 1950 | 1980 | 2001 | 2017 | 2019 | 2022 | 2024 |